# Kei Mikuriya
Kei Mikuriya (御厨 景 Mikuriya Kei?), född 29 augusti 1977, är en japansk tidigare fotbollsspelare.
I juni 1997 blev han uttagen i Japans trupp till U20-världsmästerskapet 1997.